# Husajn (następca tronu Jordanii)
Husajn ibn al-Abdullah (arab. الحسين بن عبدالله الثاني; ur. 28 czerwca 1994) – jordański książę z dynastii Haszymidów, najstarszy syn króla Jordanii Abdullaha II i królowej Ranii al-Jasin. Dyplomata, oficer w stopniu majora w Jordańskich Siłach Zbrojnych, z wykształcenia historyk. Uważany za bezpośredniego potomka (w 42. pokoleniu) islamskiego proroka Mahometa.

## Życiorys

### Wczesne życie i edukacja
Książę Husajn urodził się 28 czerwca 1994 w Centrum Medycznym Króla Husajna w Ammanie jako syn księcia Abda Allaha i księżniczki Ranii. Został nazwany na cześć dziadka - króla Husajna. Jest potomkiem Mahometa. Haszymici są najdłużej rządzącą dynastią w świecie islamskim, a także drugą najdłużej rządzącą dynastią za japońską rodziną cesarską. Po babci ze stronie ojca Munie jest pochodzenia angielskiego, a ze strony matki – palestyńskiego.
Jest najstarszym dzieckiem swoich rodziców i ma dwie młodsze siostry Iman i Salmę oraz brata Haszima.
W 2012 ukończył szkołę średnią King’s Academy w Jordanii, a w 2016 ukończył studia na kierunku historia międzynarodowa na Uniwersytecie Georgetown w Waszyngtonie, a w 2017 został absolwentem Royal Military Academy Sandhurst w Sandhurst.
W listopadzie 2021 uzyskał tytuł kapitana jordańskich sił zbrojnych, w czerwcu 2024 roku awansował na majora.

### Dziedzic tronu
Nie oczekiwano, że jego ojciec Abdullah obejmie tron, mimo że był najstarszym synem króla Husajna; król wyznaczył swojego młodszego brata, wuja Abdullaha, księcia Hassana, na desygnowanego następcę tronu w 1965. Krótko przed śmiercią 7 lutego 1999 król zastąpił Hassana Abdullahem. Kiedy Abdullah został królem, mianował swojego młodszego przyrodniego brata, księcia Hamzę, następcą tronu.
28 listopada 2004 król Abdullah usunął Hamzę z tytułu księcia koronnego. Chociaż tytuł następcy tronu pozostał nieobsadzony, konstytucja Jordanii przewiduje primogeniturę agnatów, co oznacza, że najstarszy syn monarchy jest automatycznie pierwszym w linii sukcesji tronu jordańskiego, chyba że postanowiono inaczej. W ten sposób Husajn stał się następcą tronu, gdy tylko jego przyrodni wuj utracił status, a analitycy powszechnie oczekiwali, że król nada Husajnowi formalny tytuł. Tytuł został nadany 2 lipca 2009, kiedy wydano dekret królewski mianujący go księciem koronnym ze skutkiem natychmiastowym.

### Obowiązki
Pierwsze oficjalne wystąpienie jako książę koronny Husajn wykonał w czerwcu 2010, kiedy reprezentował ojca podczas obchodów rocznicy powstania arabskiego i Dnia Sił Zbrojnych.
Husajn służył swojemu ojcu zarówno w misjach oficjalnych, jak i wojskowych, a także kilkakrotnie służył jako regent podczas nieobecności króla w kraju. Husajn kieruje Fundacją Księcia Koronnego, która jest odpowiedzialna za uniwersytet techniczny oraz szereg inicjatyw naukowych i humanitarnych. Fundacja powołała m.in. inicjatywę Haqiq, której celem jest zachęcanie młodzieży do wolontariatów np. programu stażowego NASA. Stażyści z programu NASA zbudowali cubesat (mini satelitę) o nazwie JY1, pierwszego satelitę Jordanii, który został wystrzelony z Kalifornii w 2018.
W 2013 Husajn uczestniczył w szkoleniu z członkami elitarnej jordańskiej elity sił specjalnych 71. Batalionu Zwalczania Terroryzmu. 14 lipca 2014 Husajn odwiedził Centrum Medyczne Króla Husajna w Ammanie, gdzie udzielano pomocy medycznej rannym Palestyńczykom, którzy uciekli z Gazy.
23 kwietnia 2015 wówczas 20-letni książę został najmłodszą osobą, która kiedykolwiek przewodniczyła sesji Rady Bezpieczeństwa ONZ. Podczas spotkania książę nadzorował debatę na temat sposobów zapobiegania wstępowaniu młodych ludzi do grup ekstremistycznych. Ban Ki-moon, ówczesny sekretarz generalny Organizacji Narodów Zjednoczonych, powiedział, że Husajn „nie ma jeszcze 21 lat, ale już jest liderem XXI wieku”. Rada Bezpieczeństwa jednogłośnie przyjęła rezolucję 2250 zatytułowaną „Utrzymanie międzynarodowego pokoju i bezpieczeństwa”; rezolucja została przedstawiona z inicjatywy Jordanii podczas sesji, której przewodniczył Husajn.
W maju 2017 Husajn wygłosił przemówienie powitalne podczas sesji Światowego Forum Ekonomicznego, która odbyła się na jordańskich wybrzeżach Morza Martwego. We wrześniu 2017, po ukończeniu akademii militarnej w Sandhurst, wygłosił przemówienie Jordanii na Zgromadzeniu Ogólnym ONZ. Obserwatorzy spekulowali, że książę koronny zacznie odgrywać bardziej znaczącą rolę w Jordanii i za granicą.

## Życie prywatne
27 września 2021 ogłoszono, że książę Husajn zachorował na COVID-19. Królewski dwór w oświadczeniu ogłosił, że Husajn został zaszczepiony.
17 sierpnia 2022 w Rijadzie zaręczył się z Rajwą Khaled bin Musaed bin Saif bin Abdulaziz Al Saif (ur. 28 kwietnia 1994 w Rijadzie). Rajwa jest córką Khaleda bin Musaed bin Saif bin Abdulaziz Al Saif i Azzy bint Nayef bin Abdulaziz bin Ahmed Al Sudairi (która jest krewną króla Arabii Saudyjskiej Salmana). Zaręczyny miały miejsce w domu ojca narzeczonej i uczestniczyli w nich członkowie obydwu rodzin. Para pobrała się 1 czerwca 2023 w pałacu Zahran w Ammanie.
10 kwietnia 2024 królewski dwór haszymicki ogłosił, że Husajn i Rajwa spodziewają się dziecka. 3 sierpnia 2024 urodziła się ich córka, księżniczka Iman bint Husajn, która została nazwana na cześć siostry księcia Husajna.